# 兹维亚赫尔区
兹维亚赫尔区（烏克蘭語：Звягельський район），之前名为沃倫斯基新城區，是烏克蘭北部日托米爾州的一個區，行政中心設於兹维亚赫尔。面積为5,256.6平方公里，2021年人口数量为167,540人。

## 历史
2020年7月18日乌克兰施行了行政区划改革，日托米爾州的区份数量减至4个，沃倫斯基新城區的面积显著扩大。改革前沃倫斯基新城區的面積为2,098平方公里，2020年人口数量为43,789人。
2022年11月16日乌克兰最高拉达将该区随其行政中心新名改名为兹维亚赫尔区。